# Hopea chinensis
Espèce
Synonymes
- Hopea austroyunnanica Y.K. Yang & J.K. Wu[1] [2]
- Hopea boreovietnamica Y.K. Yang & J.K. Wu[1] [2]
- Hopea daweishanica Y.K. Yang & J.K. Wu[1] [2]
- Hopea guangxiensis Y.K. Yang & J.K. Wu[1] [2]
- Hopea hongayensis Tardieu[1] [2]
- Hopea jianshu Y.K. Yang S.Z. Yang & D.M. Wang[2]
- Hopea jianshu Y.K.Yang S.Z.Yang & D.M.Wang[1]
- Hopea mollissima C.Y.Wu[1] [2]
- Hopea pingbianica Y.K. Yang & J.K. Wu[1] [2]
- Hopea yunnanensis Y.K. Yang & J.K. Wu[1] [2]
- Shorea chinensis Merr.[1] [2]

Statut de conservation UICN

 CR A1cd+2cd, C1, D : 
En danger critique
Hopea chinensis est une espèce de plantes de la famille des Dipterocarpaceae.

## Publication originale
- Sinensia 2(10): 131. 1932.